# Doliornis sclateri
A Doliornis sclateri a madarak osztályának verébalakúak (Passeriformes) rendjébe és a kotingafélék (Cotingidae) családjába tartozó faj.

## Rendszerezése
A fajt Wladyslaw Taczanowski lengyel zoológus írta le 1874-ben.

## Előfordulása
Az Andok keleti lejtőin, Peru területén honos. A természetes élőhelye a szubtrópusi vagy trópusi hegyi esőerdők. Nem vonuló faj.

## Megjelenése
Testhossza 21,5 centiméter, testtömege 53–69 gramm.

## Életmódja
Gyümölcsökkel és rovarokkal táplálkozik.